# Sonnisten
Die Sonnisten (auch Zonisten) waren eine Gruppierung innerhalb der niederländischen und norddeutschen Mennoniten im 17. und 18. Jahrhundert.
Die Entstehung der Sonnisten geht zurück auf einen Konflikt über den Stellenwert des christlichen Bekenntnisses, der Mitte des 17. Jahrhunderts die Amsterdamer Mennonitengemeinde  spaltete (Lämmerkrieg). Unter dem Prediger Galenus Abraham de Haen öffnete sich die Amsterdamer Gemeinde damals immer stärker Ideen des aufkommenden Rationalismus und auch des Arminianismus. Dem widersetzten sich etwa 500 Gemeindeglieder, die sich im Juni 1664 unter dem Prediger Samuel Apostool von der Gemeinde trennten und eine neue konservativere Gemeinde gründeten. Nach dem am neuen Versammlungshaus angebrachten Abzeichen der Sonne nannte sich die neue Gruppe Sonnisten. Anders als die in der Gemeinde verbliebenen liberaleren Lammisten waren die Sonnisten dem Calvinismus aufgeschlossen, vertraten die Lehre der Prädestination und bestanden auf feste Glaubensgrundsätze. Die Spaltung der Amsterdamer Mennoniten wirkte sich bald auch auf andere niederländische und norddeutsche Mennonitengemeinden aus, wobei sich den Sonnisten bis zum Beginn des 18. Jahrhunderts vor allem Gemeinden auf dem Land anschlossen. Gespräche zwischen Lammisten und Sonnisten in den Jahren 1684 und 1685, an denen auch Samuel Apostool teilnahm, führten zu keiner wirklichen Verständigung. Erst 1801 vereinigten sich beide Parteien wieder. Eine ähnliche Entwicklung fand mit dem Disput zwischen Remonstranten und calvinistischen Contraremonstranten auch innerhalb der niederländischen Reformierten Kirche statt.
Wie die Lammisten gründeten auch die Sonnisten 1753 ein eigenes mennonitisches Theologische Seminar.